# Vischetto di Là
Vischetto di Là je naselje u Italiji u provinciji Parma, u regiji Emilia-Romagna.
Zbog straha od špijunskih djelatnosti ustaški logor premješta se iz mjesta Borgo Val di Taro u Vischetto. U mjestu su preuredili zapuštenu tvornicu za svoje svrhe. U veljači 1934. odlaze u Olivetto.